# 1618 en musique classique
| \| • Retour à la chronologie générale de la musique classique • \| |
| Grèce • Rome • Haut Moyen Âge • VIIIe siècle • IXe siècle • Xe siècle • XIe siècle XIIe siècle • XIIIe siècle • XIVe siècle • XVe siècle • XVIe siècle • XVIIe siècle XVIIIe siècle • XIXe siècle • XXe siècle • XXIe siècle |
| • Retour à la chronologie générale de la musique classique • |

| Années en musique classique : 1615 - 1616 - 1617 - 1618 - 1619 - 1620 - 1621    |
| Décennies en musique classique : 1580 - 1590 - 1600 - 1610 - 1620 - 1630 - 1640 |

## Œuvres
- Isagoge Musicæ, un traité de musique de Jacob Vredeman.

## Naissances
- 9 septembre : Joan Cererols, compositeur catalan († 27 août 1680).

Date indéterminée :
- Hendrik Goudsteen, compositeur néerlandais.
- Abraham van den Kerckhoven, organiste et compositeur flamand († 9 janvier 1702).

Vers 1618 :
- Pierre Robert, compositeur français († 28 décembre 1699).

## Décès
- 4 juin : Ferdinando Richardson, compositeur anglais (° vers 1558).
- 10 décembre : Giulio Caccini, compositeur italien (° 8 octobre 1551).

Après 1618 :
- Jan-Jacob van Turnhout, compositeur franco-flamand (° vers 1545).